# كورا شوماخر
كورا شوماخر (بالألمانية: Cora Schumacher)‏ هي عارضة ومذيعة ألمانية، ولدت في 26 ديسمبر 1976 في لانغنفلد في ألمانيا.

## وصلات خارجية
- كورا شوماخر على موقع IMDb (الإنجليزية)